# Ley Memphis
Ley Memphis (Antwerpen, 7 april 1949) (geboren als Louis Maria Halé) is een schrijver, zanger en componist.
Memphis had in 1971 een hit in de Vlaamse Top 10 met het lied "Een kudde schapen". Als schrijver werd hij bekend met een Spaanstalig boek met de titel "Entrevista con un extraterrestre." Memphis verliet België om zich te richten op internationale zaken. Hij werkte in Spanje en bezocht iets meer dan driekwart van de wereld. Toen hij zich op 48-jarige leeftijd zelf op pensioen stelde is hij naar Mexico vertrokken, waar hij tv-kok werd op twee nationale zenders, en later zelfs gevraagd werd om universiteitsprofessor te worden in marketing en bedrijfspsychologie.
In 2018 is hij terug in de muziekwereld met zijn eigen werk in de Spaanse taal. De meest bekende titels zijn "Macho Mexicano", "Corrupción", "Quieren Vomitar".

## Discografie
- Free Man Mister J. (1970)
- Een kudde schapen (ep, 1970)
- We Could Manage To Change The World (ep, 1973)